# Neolophonotus coetzeei
Neolophonotus coetzeei là một loài ruồi trong họ Asilidae. Neolophonotus coetzeei được Londt miêu tả năm 1985. Loài này phân bố ở vùng nhiệt đới châu Phi.